# Моральний релятивізм
Моральний релятивізм (етичний релятивізм) — морально-ціннісна позиція, яка виходить із того, що усі можливі моральні норми та критерії оцінки цілком відносні й рівноцінні (рівно-не-цінні), оскільки не існує абсолютної системи моральних норм чи абсолютного критерію. За цим підходом ніякого абсолютного, універсального добра та зла не існує, існують лише відносні та локальні, в рамках конкретних суспільств та історичних періодів, системи моралі. Усі вони нічим не кращі й не гірші одна за одну, оскільки не існує критерію, за допомогою якого їх можна було б оцінювати, — адже усі критерії самі є релятивними.
Моральний релятивізм є протилежним моральному абсолютизму.